# Voungba-Balifondo
Voungba-Balifondo est une commune rurale de la préfecture du Mbomou, en République centrafricaine. Elle s’étend au nord-est de la ville de Bangassou, chef-lieu de la préfecture. Elle doit son nom aux localités de Balifondo et Voungba.

## Géographie
La commune est située au centre de la préfecture du Mbomou.
| Bakouma      | Bakouma           | Rafaï |
| Sayo-Niakari | Voungba-Balifondo | Rafaï |
| Bangassou    | Zangandou         |       |

## Villages
La commune compte 26 villages en zone rurale recensés en 2003 : Aguissoro-Seck, Bague-Soulier, Balifondo, Bandoufou, Bapoli, Barama, Batimbilika, Bazouma, Bombi-Kema, Boundo, Fodé, Kippa, Kpatamoto, Mbalazime, Mbilinga, Nawande, Ngbagouza, Plantation Fode, Plantation Makembe, Samba-Mbaguia, Touleyengue, Vougba, Yogbo-Mbouyo, Yongossaba, Zaloua, Zobe Mbari.

## Éducation
La commune compte 4 écoles en 2015 : Voungba, Yongossaba, Mbalazimé, Kpatamoto.